# Mesón
En física de partículas, un mesón (del griego antiguo μέσος, mésos, literalmente: que está en medio) es un bosón que responde a la interacción nuclear fuerte, esto es, un hadrón con un espín entero.
En el Modelo estándar, los mesones son partículas compuestas en un estado quark-antiquark. Se cree que todos los mesones conocidos consisten en un par quark-antiquark (los así llamados quarks de valencia) más un «mar» de pares quark-antiquark y gluones virtuales. Está en progreso la búsqueda de mesones exóticos que tienen constituyentes diferentes. Los quarks de valencia pueden existir en una superposición de estados de sabor; por ejemplo, el pion neutro no es ni un par arriba-antiarriba ni un par abajo-antiabajo, sino una superposición cuántica igual de ambos. Los mesones pseudoescalares, de espín 0 pues quark y antiquark tienen espines opuestos, tienen la menor energía en reposo, mientras que los mesones vectoriales tienen más energía y espín 1, pues el quark y antiquark tienen espines paralelos. Ambos presentan versiones de mayor energía donde el espín está incrementado por el momento angular orbital. Todos los mesones son inestables, con vidas medias inferiores a 10-7 s.
Originalmente, se predijo que los mesones eran los portadores de la fuerza que une al protón y al neutrón, de ahí su nombre. Cuando fue descubierto, el muon se asignó a esta familia de masa similar y fue bautizado como «mesón mu», sin embargo no mostró interacción fuerte con la materia nuclear: es en realidad un leptón. El pion fue el primer mesón auténtico en ser descubierto. 
En 1949 Hideki Yukawa fue galardonado con el Premio Nobel de física por predecir la existencia del mesón. Originalmente lo llamó 'mesontrón', pero fue corregido por Werner Heisenberg (su padre fue profesor en griego de la Universidad de Múnich), quien indicó que no había un 'tr' en la palabra griega 'mesos'.

## Descubrimiento y desarrollo

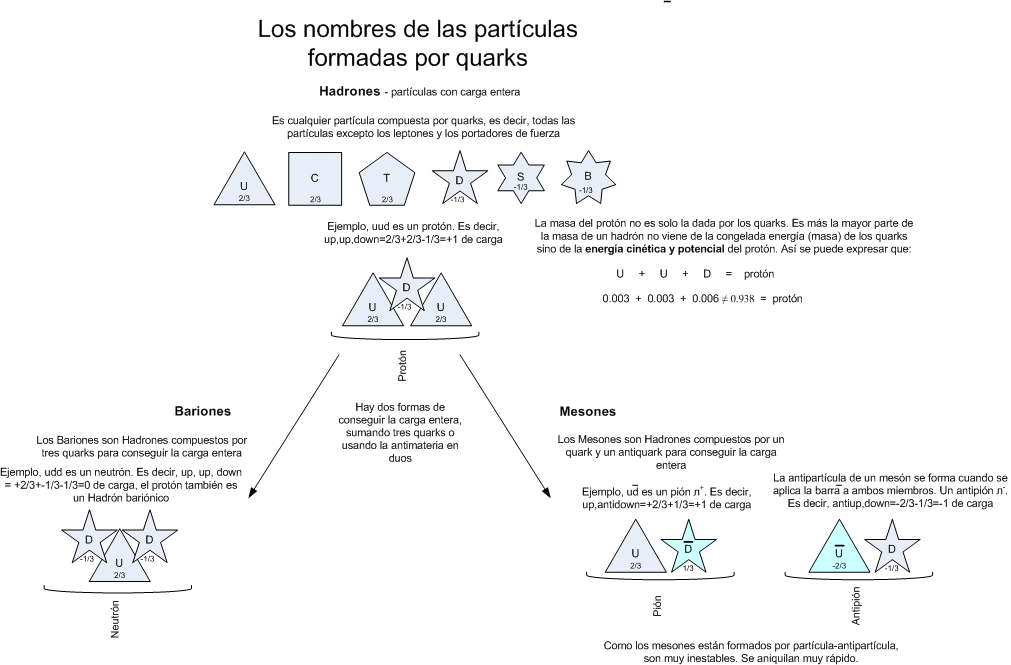
Diferencia entre los bariones y los mesones.

Nombre y carga eléctrica de los componentes de la materia.

La existencia de los mesones fue propuesta por el físico nuclear japonés Hideki Yukawa en 1935. Su idea era que existían una serie de partículas más pesadas que el electrón que eran responsables de la interacción nuclear fuerte. Inicialmente se pensó que estas partículas eran los muones (incorrectamente llamados mesones), pero posteriormente se comprobó que estos pertenecían al grupo de los leptones. Los mesones postulados por Yukawa fueron descubiertos en 1947 por Powell y denominados mesones o piones.
Posteriormente fueron descubriéndose diferentes grupos de mesones, entre ellos los mesones-K o kaones. Existen diversos mesones, los cuales se producen en interacciones entre bariones y son inestables. Aunque inicialmente se definían por su masa intermedia entre la del electrón y la del protón, los hay de masa superior a este último. Los mesones están formados por un quark y un antiquark.

## Clasificación
Los nombres de los mesones son tales que se puedan inferir sus principales propiedades. A la inversa, dadas las propiedades de un mesón, su nombre queda claramente determinado. Las convenciones de denominación caen en dos categorías según su sabor: los mesones sin sabor y los que tienen sabor.

### Mesones sin sabor
Los mesones sin sabor son mesones cuyos números cuánticos de sabor son todos cero. Esto significa que esos quarks son estados quarkonios (pares quark-antiquark del mismo sabor) o una superposición lineal de tales estados.
El nombre de los mesones sin sabor está determinado por su espín total S y su momento angular orbital L. Como un mesón está compuesto por dos quarks con s = 1/2 el espín total puede solo ser S = 1 (espines paralelos) o S = 0 (espines anti-paralelos). El número cuántico orbital L se debe a la revolución de un quark sobre otro. Normalmente los momentos angulares orbitales mayores se traducen en una mayor masa para el mesón. Estos dos números cuánticos determinan la paridad P y la paridad de la carga conjugada C de los mesones:
P = (−1)L+1
C = (−1)L+S
L y S se suman para formar un número cuántico de momento angular total J, cuyo valor está en el rango de |L−S| a L+S en un paso unitario. Las diferentes posibilidades se resumen en las expresiones 2S+1LJ y JPC (aquí solo se usa el signo para P y C).
Las diferentes posibilidades y el correspondiente símbolo del mesón vienen dados en la siguiente tabla:
|                                                                                       | JPC =      | (0, 2…)− + | (1, 3…)+ − | (1,2…)− −                    | (0, 1…)+ + |
| Composición de quarks                                                                 | 2S+1LJ = * | 1(S, D…)J  | 1(P, F…)J  | 3(S, D…)J                    | 3(P, F…)J  |
| ------------------------------------------------------------------------------------- | ---------- | ---------- | ---------- | ---------------------------- | ---------- |
| {\displaystyle u{\bar {d}}{\mbox{, }}u{\bar {u}}-d{\bar {d}}{\mbox{, }}d{\bar {u}}} † | I = 1      | π          | b          | ρ                            | a          |
| {\displaystyle u{\bar {u}}+d{\bar {d}}{\mbox{, }}s{\bar {s}}} ‡                       | I = 0      | η, η’      | h, h’      | {\displaystyle \phi \,\!}, ω | f, f’      |
| {\displaystyle c{\bar {c}}}                                                           | I = 0      | ηc         | hc         | ψ •                          | χc         |
| {\displaystyle b{\bar {b}}}                                                           | I = 0      | ηb         | hb         | ϒ                            | χb         |

Notas:
* Nótese que algunas combinaciones están prohibidas: 0− −, 0+ −, 1− +, 2+ −, 3− +...
† En la primera fila las partículas con isospines triples: π−, π0, π+ etc.
‡ La segunda fila contiene pares de elementos: φ se corresponde con un estado {\displaystyle s{\bar {s}}}, y ω con {\displaystyle u{\bar {u}}+d{\bar {d}}}. En otros casos no se conoce la composición exacta, y se usa una prima para distinguir las dos formas.
• Por razones históricas, a la forma 13S1 de ψ se la llama J/ψ

Las series normales de paridad-espín están formadas por los mesones con P = (−1)J. En la serie normal, S = 1, y por tanto PC = +1 (p.e., P = C). Esto corresponde a algunos estados tripletes (aparecen en las dos últimas columnas)

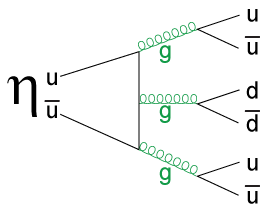
Diagrama de Feynman de uno de los modos en que la partícula eta puede decaer en 3 piones al emitir gluones.

Como muchos de esos símbolos podían referirse a más de una partícula, se añadieron reglas extra :
- En este esquema, las partículas con JP = 0− se conocen como pseudoescalares, y a los mesones con JP = 1− se les llama vectores. Para otras partículas, el número J se añade como subindice: a0, a1, χc1, etc.
- Para muchos de los estados ψ, Υ y χ es común incluir la información espectroscópica: Υ(1S), Υ(2S). El primer número es el número cuántico principal y la letra es la notación espectroscópica de L. La multiplicidad se omite ya que está implícita en el símbolo y J aparece como un subíndice cuando se necesita: χb2(1P). Si la información espectroscópica no está disponible, se indica la masa: Υ(9460).
- El esquema de nomenclatura no distingue entre estados «puros» de quarks y estados gluónicos, los estados gluonicos siguen el mismo esquema.
- Sin embargo, los mesones exóticos con números cuánticos «prohibidos»: JPC = 0− −, 0+ −, 1− +, 2+ −, 3− +... podrían usar la misma convención que los mesones con idéntico número JP, pero añadiendo un subíndice J. Un mesón con isospin 0 y JPC = 1− + puede ser denotado como ω1. Cuando se desconocen los números cuánticos de una partícula, esta se designa con una X seguida por su masa entre paréntesis.

### Mesones con sabores
Para los mesones con sabor, el esquema de nombres es un poco más simple. 
1. Los nombres de los mesones se asignan según cual sea el más pesado de sus dos quarks. Del más al menos masivo, el orden es t > b > c > s > d > u. Sin embargo, u y d no llevan ningún sabor, así estos no alteran el esquema de nombres. El quark t nunca forma hadrones, pero el símbolo T se reserva de cualquier modo.
| quark | símbolo                    | quark | símbolo                    |
| ----- | -------------------------- | ----- | -------------------------- |
| c     | D                          | t     | T                          |
| s     | {\displaystyle {\bar {K}}} | b     | {\displaystyle {\bar {B}}} |

Nótese el hecho de que para los quarks b y s obtenemos un símbolo de antipartícula. Esto se debe a que se adopta la convención de que la carga de sabor y la carga eléctrica deben concordar en el signo. Esto también se cumple para el tercer componente del isospín: el quark arriba tiene carga e I3 positivos, el quark abajo tiene carga e I3 negativos. La consecuencia es que la carga de sabor de cualquier mesón tiene el mismo signo que su carga eléctrica..
2. Si el segundo quark tiene también sabor (no es u o d) entonces su identificación viene dada por el subíndice (s, c or b, y en teoría t).
3. Se añade un superíndice "*" si el mesón está en la serie normal paridad-espín, p.e. JP = 0+, 1−, 2+...
4. Para mesones que no sean pseudoescalares (0−) o vectores (1−) se añade el número cuántico del momento angular total J como subíndice.
Si lo unimos todo tenemos que:
| Composición del quark                     | Isospin | JP = 0−, 1+, 2−...      | JP = 0+, 1−, 2+...         |
| ----------------------------------------- | ------- | ----------------------- | -------------------------- |
| {\displaystyle {\bar {s}}u,\ {\bar {s}}d} | 1/2     | {\displaystyle K_{J}} † | {\displaystyle K_{J}^{*}}  |
| {\displaystyle c{\bar {u}},\ c{\bar {d}}} | 1/2     | {\displaystyle D_{J}}   | {\displaystyle D_{J}^{*}}  |
| {\displaystyle c{\bar {s}}}               | 0       | {\displaystyle D_{sJ}}  | {\displaystyle D_{sJ}^{*}} |
| {\displaystyle {\bar {b}}u,\ {\bar {b}}d} | 1/2     | {\displaystyle B_{J}}   | {\displaystyle B_{J}^{*}}  |
| {\displaystyle {\bar {b}}s}               | 0       | {\displaystyle B_{sJ}}  | {\displaystyle B_{sJ}^{*}} |
| {\displaystyle {\bar {b}}c}               | 0       | {\displaystyle B_{cJ}}  | {\displaystyle B_{cJ}^{*}} |

† J está omitida por 0− and 1−
En algunos casos, las partículas pueden cambiar entre ellas. Por ejemplo, el kaón neutro {\displaystyle K^{0}\,({\bar {s}}d)} y su antipartícula {\displaystyle {\bar {K}}^{0}\,(s{\bar {d}})} pueden combinarse de manera simétrica o antisimétrica, originando dos nuevas partículas, kaones neutros de vida corta y de vida larga {\displaystyle K_{S}^{0}={\begin{matrix}{1 \over {\sqrt {2}}}\end{matrix}}(K^{0}-{\bar {K}}^{0}),\;K_{L}^{0}={\begin{matrix}{1 \over {\sqrt {2}}}\end{matrix}}(K^{0}+{\bar {K}}^{0})} (rechazando el pequeño término de la violación CP).

### Recientes Hallazgos
- What Happened to the Antimatter? Fermilab's DZero Experiment Finds Clues in Quick-Change Meson
- CDF experiment's definitive observation of matter-antimatter oscillations in the Bs meson

- Datos: Q102742
- Multimedia: Mesons / Q102742